# Nematus oligospilus
Espèce
Synonymes
- Nematus desantisi
- Euura oligospila

Nematus oligospilus est une espèce d'insectes hyménoptères, une tenthrède de la famille des Tenthredinidae. Originaire d'Europe centrale et septentrionale et d'Asie, elle a été signalée pour la première fois en Amérique du Sud dans les années 1980 et en Nouvelle-Zélande en 1997, et a aussi été introduite en Australie, en Afrique du Sud et au Lesotho. Ses larves se nourrissent des feuilles de diverses espèces de saules.

## Description
Les adultes font de 8 à 10 mm de long. Ce sont des insectes élancés, avec deux paires d'ailes membraneuses aux veines noires, les ailes antérieures ayant un bord d'attaque jaune. Leur tête porte une paire de longues antennes, une paire d'yeux composés noirs et trois ocelles. Les côtés du thorax sont brun jaunâtre pâle et la surface dorsale brun moyen. L'abdomen est verdâtre, les pattes brun jaunâtre à la base et brun plus foncé près des extrémités griffues.

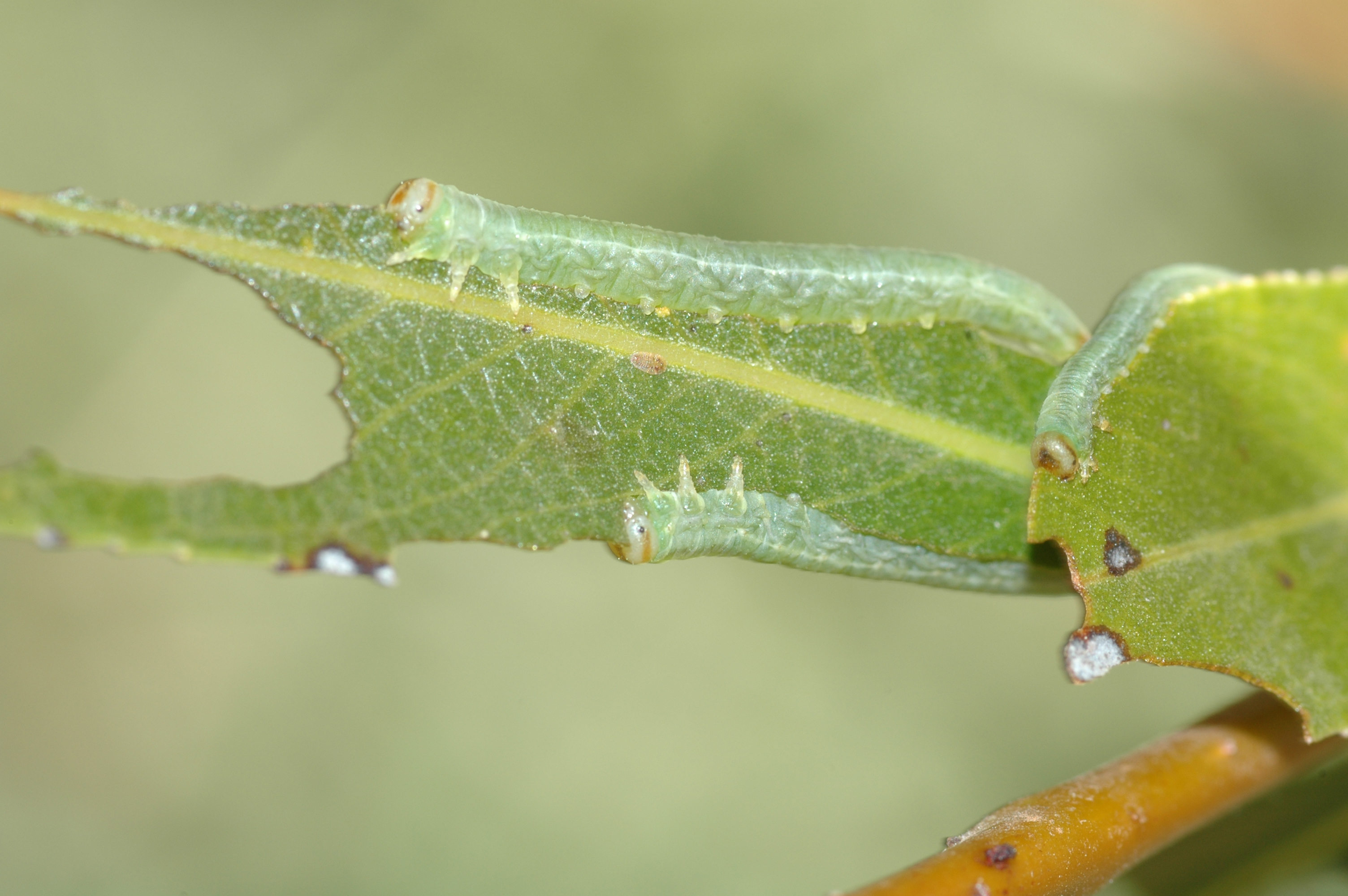
Larves de Nematus oligospilus.

La larve ressemble à une chenille de lépidoptère ; elle a une tête blanche avec des marques brunes, un corps vert, trois paires de vraies pattes à l'avant et sept paires de fausses pattes derrière.

## Distribution
Cette tenthrède est commune dans la région holarctique et s'est répandue dans d'autres parties du monde. Elle a été signalée pour la première fois en Amérique du Sud dans les années 1980, en Argentine et au Chili, où elle a provoqué une grave défoliation de diverses espèces de saules (Salix). En 2017, elle a été signalée en Colombie sur le saule ornemental Salix humboldtiana. Elle avait atteint la Nouvelle-Zélande en 1997 et était aussi présente à cette époque en Australie. Dans ces deux pays, elle s'est répandue rapidement, ses larves se nourrissant d'espèces de saules, qui n'y sont pas des plantes indigènes. Elle a aussi été signalée en Afrique du Sud et au Lesotho.

## Cycle biologique
Les œufs sont pondus sur les feuilles de l'arbre hôte, dont les larves se nourrissent. Ces larves ont un nombre de stades variable ; elles tombent au sol lorsqu'elles sont complètement développées. Elles se frayent un chemin sous terre et hivernent dans des cocons sous forme de pré-chrysalides. On a cependant découvert en Colombie que les larves formaient leurs cocons sur l'arbre ; ceux-ci étaient verts et facilement dissimulés parmi le feuillage. Les pré-chrysalides se nymphosent au printemps, les adultes émergeant lorsque le nouveau feuillage est disponible. Ces adultes pondent chacun une trentaine d'œufs peu après leur émergence.

Cocons de N. oligospilus
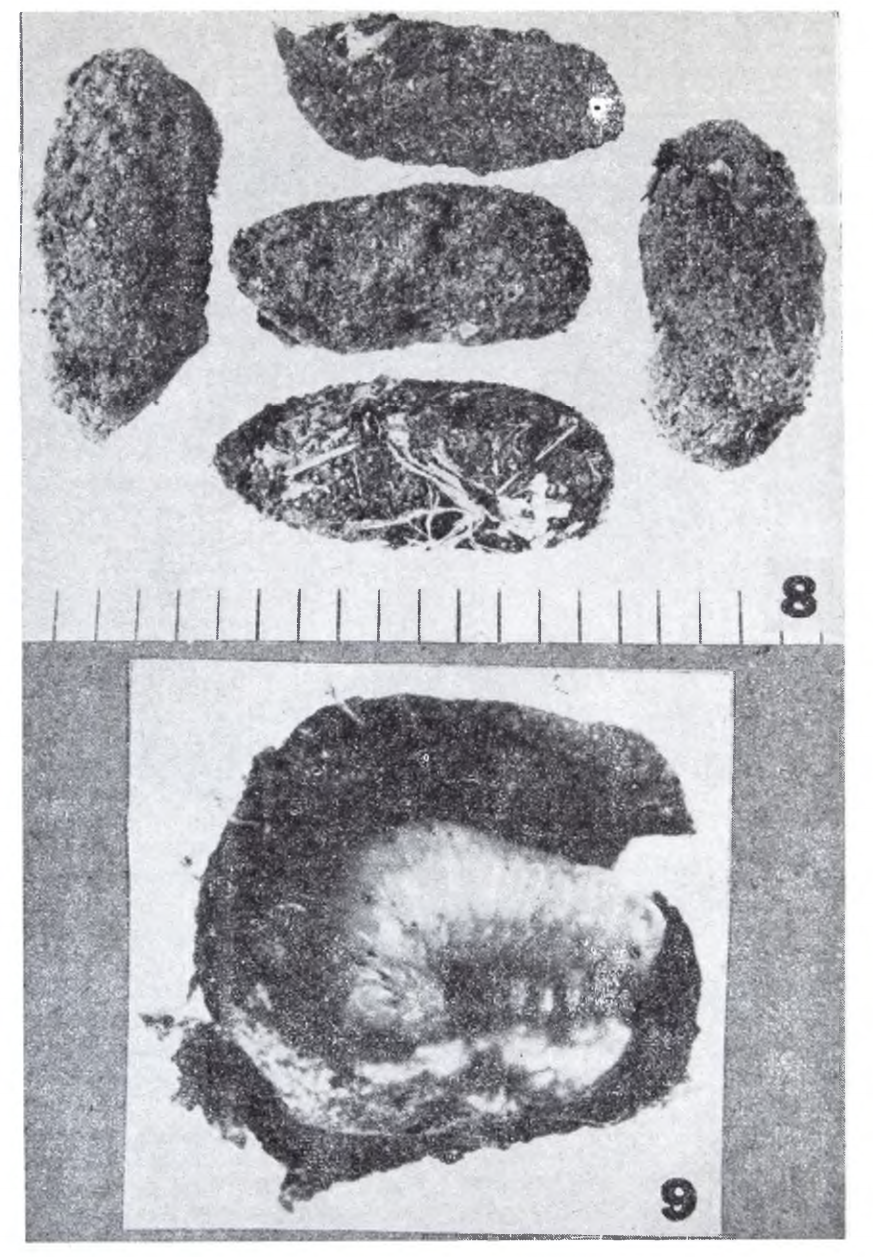
Cocons terrestres en Argentine (1984).
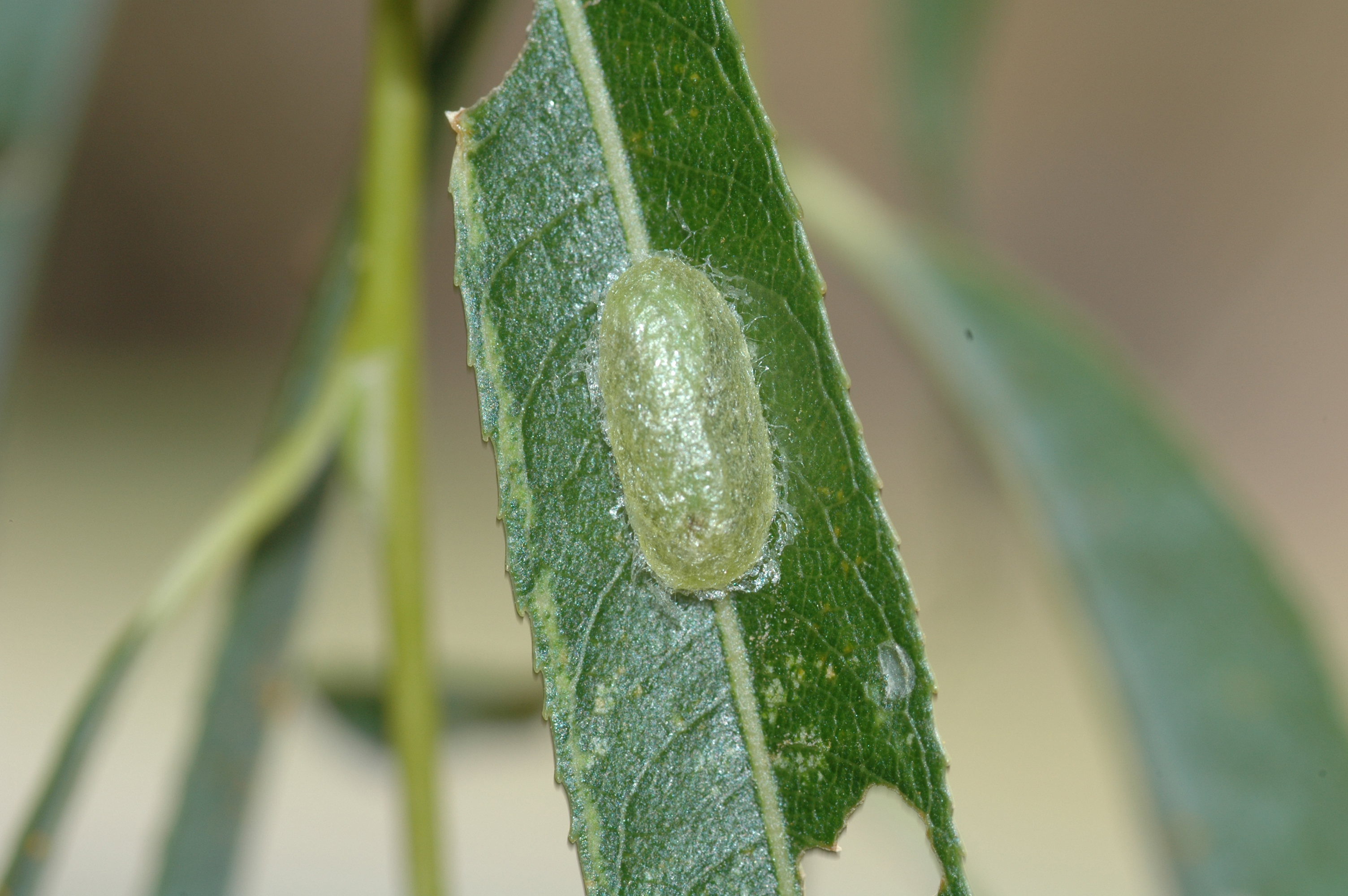
Cocon sur une feuille de saule à Canberra.

En Amérique du Sud, tous les adultes sont des femelles et la reproduction se fait par parthénogenèse. C'est la même chose dans d'autres parties de l'hémisphère sud où l'espèce a été introduite. Dans son aire de répartition d'origine, l'hémisphère nord, il y a des mâles et des femelles. Le passage de la reproduction sexuée à la reproduction parthénogénétique est assez courant chez les espèces envahissantes, auxquelles il offre plusieurs avantages. Le petit nombre d'individus initialement introduits dans un nouvel habitat rendrait difficile la rencontre des partenaires sexuels. De plus, une population entièrement féminine peut théoriquement augmenter deux fois plus vite qu'une population des deux sexes, permettant à une espèce envahissante de s'installer plus rapidement. La reproduction sexuée, avec son avantage habituel de recombinaison génétique, n'est pas aussi favorisée dans les populations invasives, qui ont moins à craindre les prédateurs.